# Lilli Halttunen
Lilli Halttunen, född den 1 juli 2005, är en finländsk fotbollsspelare. Hon representerar damallsvenska Linköping FC och det finländska landslaget.

## Biografi
Halttunen inledde sin seniorkarriär i det finländska laget HJK Helsingfors år 2022. 2025 flyttade hon till Sverige för spel i Linköping FC. Hon har även representerat det finländska damlandslaget där hon debuterade 2024.